# Măgura, Teleorman
Măgura là một xã thuộc hạt Teleorman, România. Dân số thời điểm năm 2002 là 3164 người.